# Mooser Lajos
Ludwig Mooser, vagy ahogy 1864 után magát nevezte, Mooser Lajos (Bécs, 1807. január 30. – Eger, 1881. május 22.) osztrák–magyar orgonaépítő, orgonagyáros, a korai romantikus stílus képviselője. Családneve számos, elsősorban korabeli publikációban tévesen, Moser vagy Mózer alakban is előfordul.

## Élete

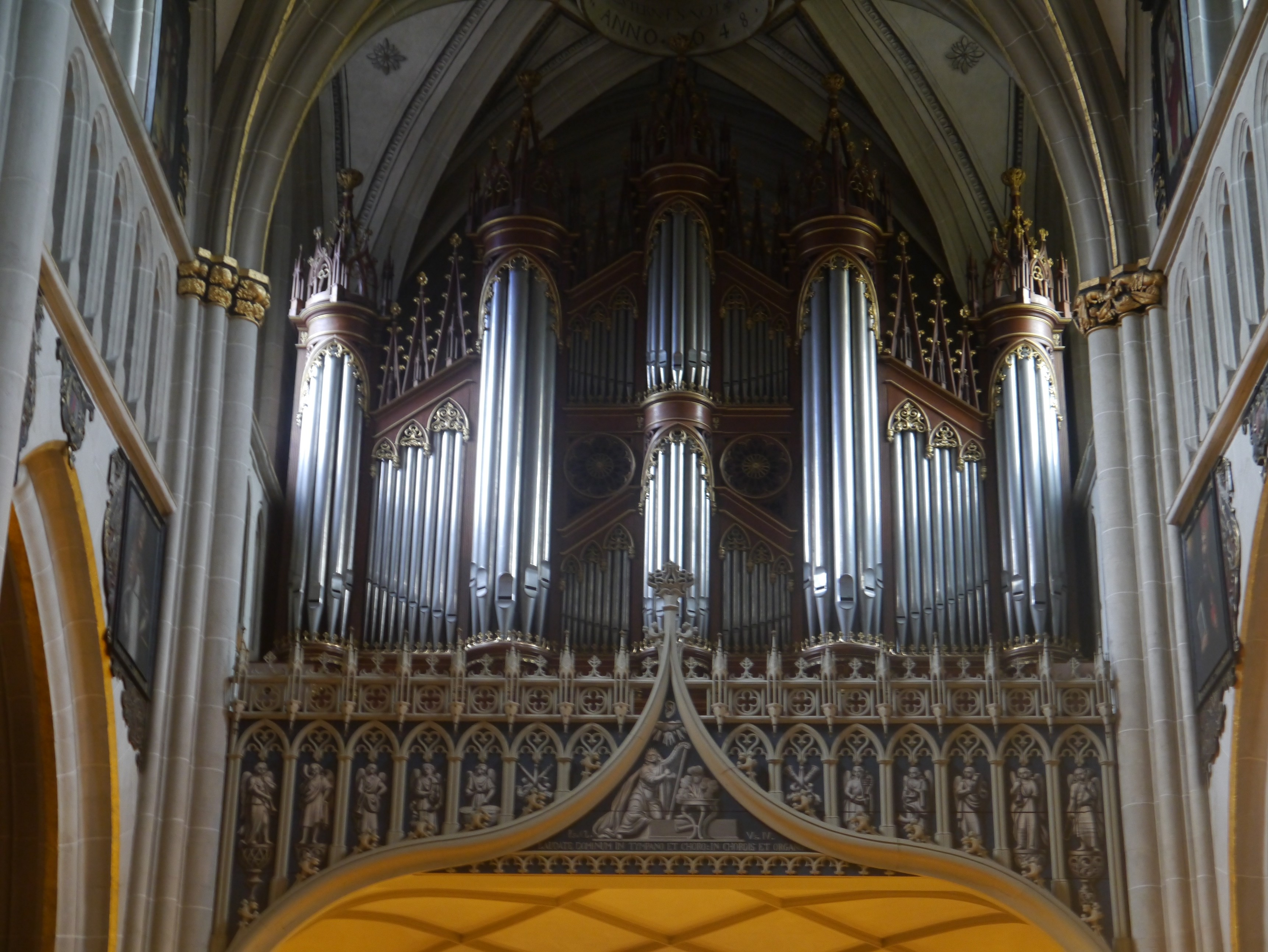
Joseph Alois Mooser orgonája a freiburgi Szt. Miklós templomban

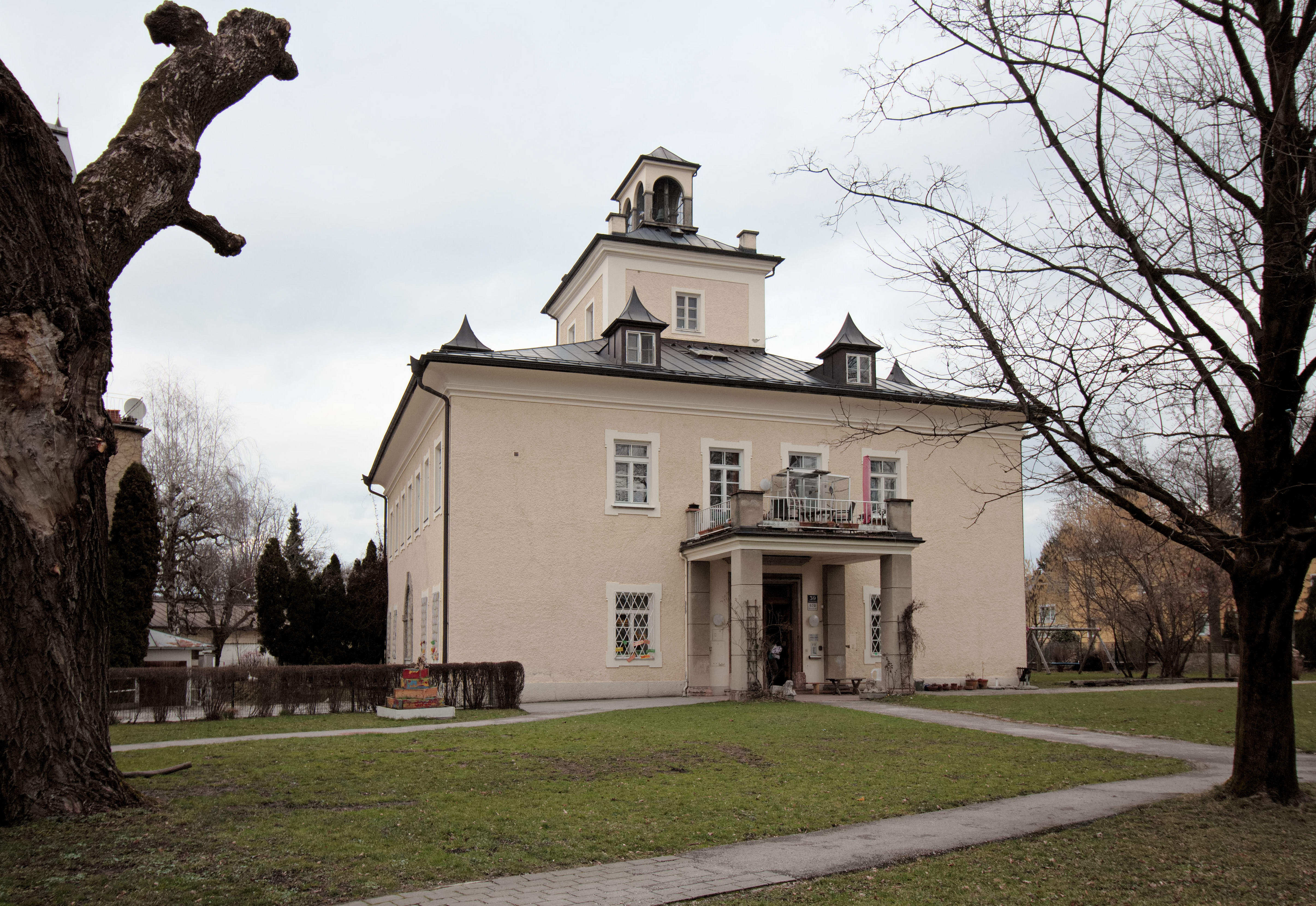
Mooser egykori salzburgi lakhelye, napjainkban paplak és egyházi óvoda

Ludwig Mooser egy több generáción át hangszerkészítéssel foglalkozó család sarjaként jött világra Bécsben, 1807. január 30-án. Édesapja, Peter Anton Mooser (1773 - 1823) zongora- és orgonakészítő mester volt, nevéhez fűződik a helytakarékos, a szoba sarkába állítható sarokzongora, a Winkelfortepiano, valamint a módosított mechanikájú, egy billentyű leütésével több hangot megszólaltató Piano-Forte dopplicato megalkotása. Nagyapja, Joseph Anton (1731 - 1792) és nagybátyja, Joseph Aloys (1770 - 1839) kiváló orgonaépítők Svájcban, Freiburgban működtek, vándorútjuk során mindketten megfordultak a híres elzászi Silbermann-műhelyben is.
Az ifjú Ludwig 15 évesen kezdett el ismerkedni a szakmával apja üzemében, ám édesapja egy évvel később meghalt, műhelye pedig megszűnt. Ekkor vándorútra indult, minek végeztével 1827-ben letette a mestervizsgát, s megkapta a hangszerkészítő- és orgonaépítő engedélyt. Salzburgban telepedett meg, ahol a nehéz gazdasági helyzet ellenére sikerült létrehoznia egy zongorakészítő műhelyt, mely évente tíz hangszert állított elő. 1830-ban behívták katonának, ahonnan tíz év után szerelt le, de még a katonaévek alatt házasságot kötött az 1817-ben született Theresával. Három gyermekük érte meg a felnőttkort: Josefa (1840), Karl (1850) és Josef (?). Mindhárman részt vettek apjuk munkásságában, későbbi sorsuk azonban nem ismeretes.
Műhelyét egy Salzach-parti birtokon rendezte be, a rajta álló, 1685-ben eredetileg kastélynak emelt épületet Villa Haimerlének nevezte. A birtoknak saját kikötője volt, így orgonáit egyszerűen be tudta hajózni, de számos küldeménye indult útnak a néhány száz méterre található vasútállomásról is.
Mooser orgonaépítőként a salzburgi dóm orgonájának 1842–45-ös felújítási- és bővítési munkálataival szerzett magának hírnevet, de közben az 1845-ös bécsi ipari kiállításon egy zongorájával bronzérmet nyert. Kisüzeme fokozatosan orgonagyárrá növekedett, mely legtermékenyebb időszakában 50 főt foglalkoztatott. Itt gyártották sorozatban a sípokat és a munkaigényes alkatrészeket, míg az orgonaszekrény általában a felállítás helyszínén készült el. Az összeszerelést néhány munkás végezte egy munkavezető irányítása mellett, a kész orgonák egy részét Mooser maga nem is látta. A csúcsot az 1861-es esztendő jelentette, amikor az üzem 120 orgonát és mintegy 200 zongorát készített.

## Magyarországi munkássága
Az 1850-es évtized elején Mooser több megrendelést kapott Magyarország különböző vidékeiről, amit minden bizonnyal egy országos bemutatkozó körút előzött meg. Első magyarországi orgonái vízi úton érkeztek Salzburgból. A hajó, fedélzetén nyolc hangszer alkotóelemeivel 1854. szeptember 20-án kötött ki Esztergomban, ahova Mooser nyolc segédje kíséretében már egy nappal korábban megérkezett. A rakományoknak a rendeltetési helyükre szállítása a megrendelők feladata volt. A szokásos munkamódszert követve az orgonákat Mooser dolgozói az ország különböző részeiben párhuzamosan állították fel, miközben több ausztriai munka is folyamatban volt. A mester folyamatosan ingázott a helyszínek között, de közben új rendeléseket is felvett. Emiatt megesett, hogy évek teltek el, mire egy-egy hangszer átadásra került.
Elsőként a fóti templom orgonája szólalt meg 1854. december 17-én. Ekkor már megkezdődött az esztergomi bazilika nagyorgonájának építése is, melyet Mooser a templom felszentelésének időpontjára csak a hercegprímás sürgetésének hatására fejezett be. Az 1856. augusztus 31-ei ceremónián Ferenc József is részt vett. Liszt Ferenc maga vezényelte a külön az erre az alkalomra írt művét, az Esztergomi misét, majd Fótra utazott, ahol néhány napig a Károlyi családnál vendégeskedett. Ekkor kipróbálta a fóti templom Mooser-orgonáját is, melyről elismeréssel nyilatkozott.
Mooser következő magyarországi székhelye Eger volt, ahova a székesegyház új orgonájának megrendelése miatt érkezett. Mivel egyre több megbízást fogadott el az országból, fiókműhely létesítését határozta el, e célra az érsek a líceum 37. számú termét bocsátotta a rendelkezésére. A székesegyházi orgona építésének nyolc évig tartó munkálatai idején az üzem számos környékbeli templomban állított orgonát.
Moosert két fia is elkísérte Magyarországra. Karl általában a helyszíni munkálatokban vett részt, míg Josef apja mellett dolgozott a műhelyben. Ez időszakban a salzburgi orgonagyár egy mindössze tíz főt foglalkoztató kisüzemmé alakult, melyet a mester távollétében a leánya, Josefa vezetett. A későbbi neves orgonaépítő, Angster József vándorútján Párizsból hazatérvén felkereste ezt a műhelyt, azonban Mooser éppen Magyarországon volt, Josefa pedig nem fogadta fel.

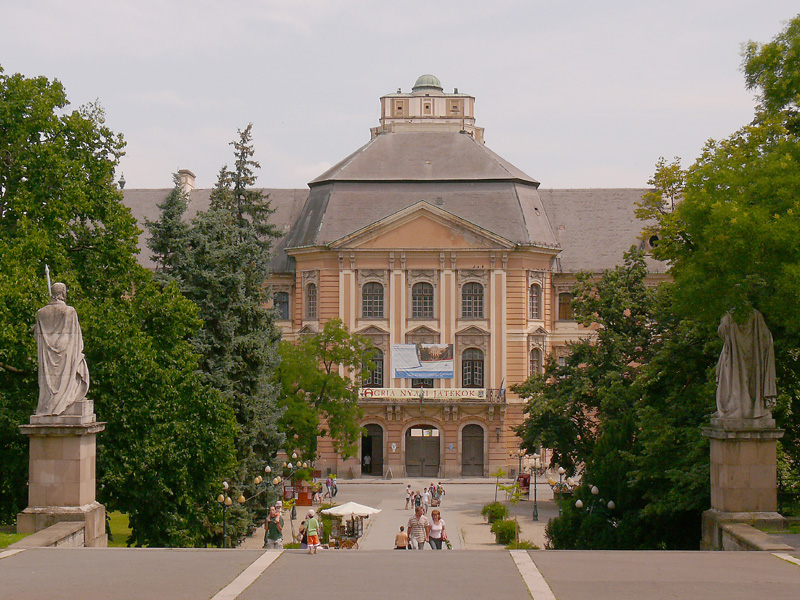
Az egri líceum épülete

Mooser közvetlen, barátságos ember volt, aki hamar megszerezte embertársai rokonszenvét. Jól példázza ezt Kassai Vidor színész - Jászai Mari későbbi férje - visszaemlékezése, amelyben így ír: "Lakott akkor [1860-ban] Egerben egy Moser vagy Moozer nevű, szép hosszú, fehérszakállú salzburgi német orgonakészítő. … Magyarul nem tudott, de magyar ruhában járt ő is, szerette az egri bort és járta a magyar csárdást. Gyönyörű víg öregúr volt".
Felesége 1863. szeptember 26-iki halála után Mooser úgy döntött, véglegesen Magyarországra költözik, ezért letelepedési kérelmet nyújtott be az egri városházán. A tanács még ugyanazon évben, a december 2-iki ülésén foglalkozott az üggyel és nemcsak az engedélyt adta meg, hanem díszpolgári címet is adományozott a mesternek. Mooser ezt nagyra értékelte és ettől fogva nevét magyarosan, Mooser Lajos formában használta, aláírásában pedig sosem mulasztott el utalni arra, hogy ő Eger város díszpolgára. Lakása a Hatvani külváros 221-es számú házában volt.

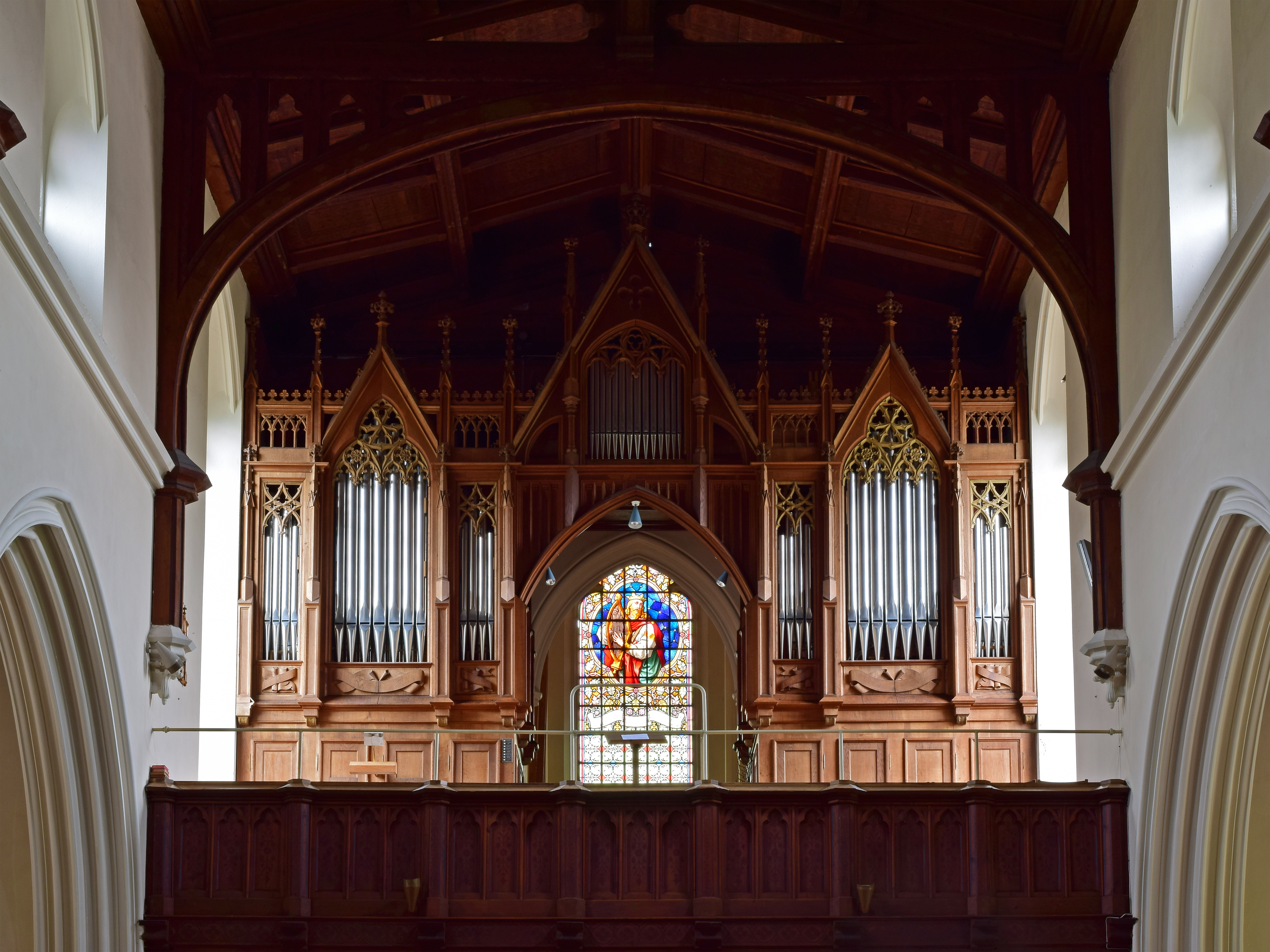
A gmundeni evangélikus templom orgonája

Az egri székesegyház nagyorgonáját 1864. augusztus 20-án szentelték fel, a ceremónia Zsasskovszky Ferenc karnagy ez alkalomra alkotott "Ritus benedicendi nóvum orgánum" szerint ment végbe, a virágokkal ékesített hangszert testvére, Zsasskovszky Endre kántor szólaltatta meg. A hivatalos átadásra két hónappal később került sor, utána a mester Lőcsére utazott, hogy aláírja a Szent Jakab plébániatemplom orgonájának felújításáról és kibővítéséről szóló szerződést. Az okmányban foglaltak szerint Mooser vállalta, hogy az orgona munkálatait 1865 őszére befejezi.

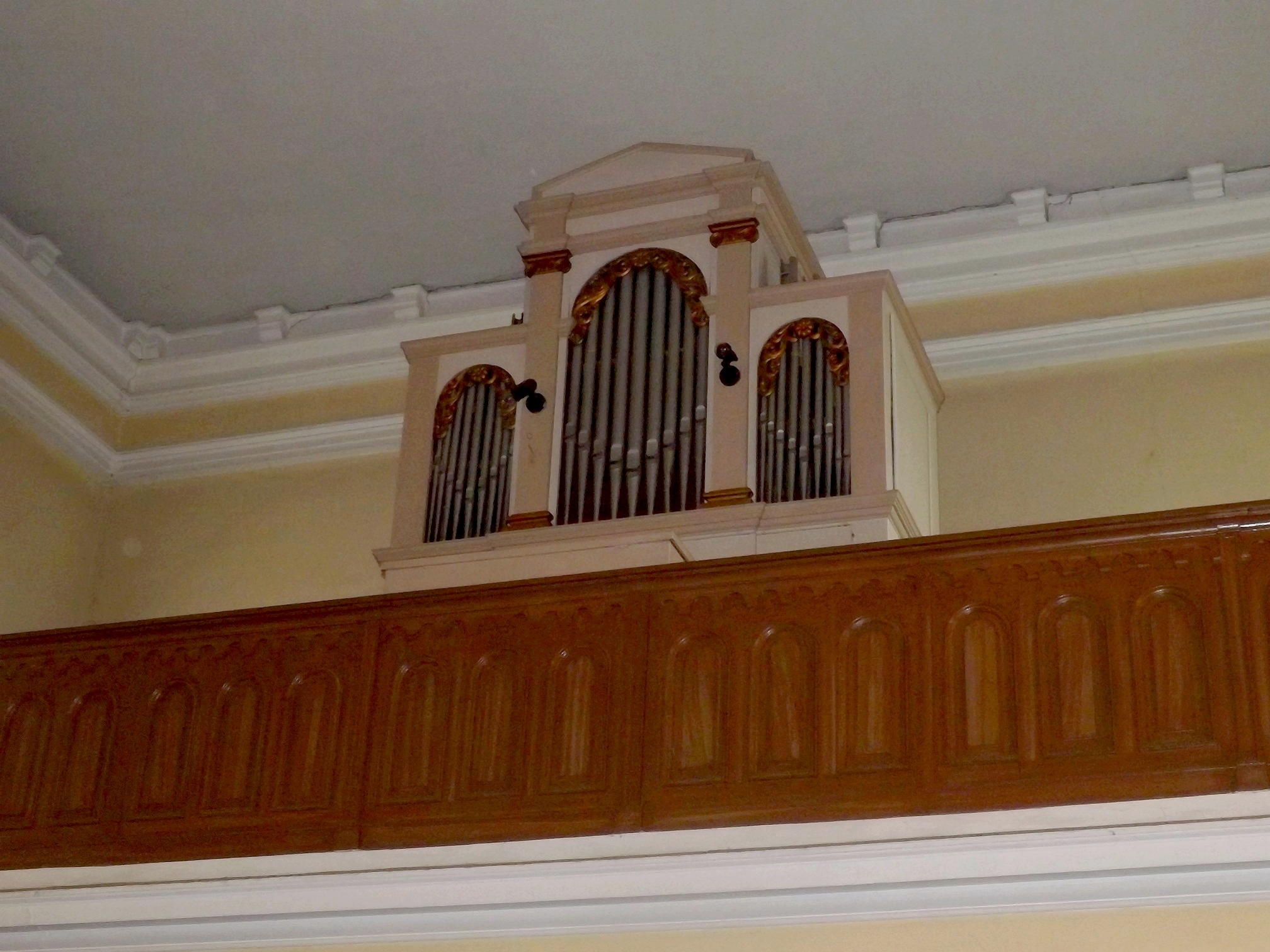
Burgfeld Ferenc orgonája Kisújszálláson 1899-ből.

Mindeközben az ausztriai üzem egyre nagyobb gondot okozott Moosernak, aki állandóan úton volt az éppen készülő valamelyik orgona, Eger, valamint Salzburg között. Emiatt számos munka késedelmet szenvedett vagy meg sem valósult, a megrendelők, akiktől Mooser előleget vett fel, elunva a várakozást feljelentést tettek ellene. A műhelyt végül 1865-ben eladták a Mauracher orgonaépítő család cégének. Ezután következett Mooser magyarországi üzemének virágkora. Bár a lőcsei munkálatokkal nagyon vontatottan haladt, közben számos nagyszerű hangszert adott át az ország különböző vidékein. Export-megrendeléseket is teljesített Magyarországról, utolsó ilyen jellegű munkája a gmundeni evangélikus templom orgonája, melyet az idős mester 1877 februárjában fejezett be. A lőcsei orgona végül tizenkét és fél év alatt készült el, hivatalos átadására 1877. február 27-én került sor. Ezzel a mester munkássága is véget ért.
A következő év tavaszától Mooser egészsége mind jobban megrokkant, megsüketült, ráadásul rákapott az ivásra, ami anyagilag is tönkretette.  Régi munkatársa, a salzburgi születésű Burgfeld Ferenc hangszerkészítő és családja lakott vele egy házban, az egyre többet betegeskedő mestert Burgfeld felesége gondozta. Mooser 1881. május 22-én bekövetkezett haláláról számos hazai újság beszámolt, temetésére két nappal később került sor Egerben, a Hatvani temetőben. Sírja már nincs meg. Műhelyét Burgfeld vette át, aki mesteréhez hasonlóan Egerben telepedett meg és több, mint két évtizedes, 1904-ig tartó önálló munkássága alatt számos ma is működő, kiváló orgonát épített a környéken.

## Orgonáinak jellemzése
Mooser közel másfélszáz orgonát állított fel az akkori Magyarországon annak ellenére, hogy megrendelői sok esetben nem voltak megelégedve a munkájával. Az orgonaépítés intézménye akkoriban változás alatt állt: a mesterek az igényeknek megfelelően mind nagyobb hangszereket készítettek, miközben a méretek növekedését a szakmai háttér csak késéssel tudta követni. További késést okozott, amíg ezek az újítások Magyarországra is megérkeztek. A nagyobb regiszterszám, a több levegőt igénylő változatok alkalmazása miatt az orgonák léghiányosak lettek, ugyanakkor a sok bekapcsolt regiszter szelepeinek nyitása, vagyis a hangszer megszólaltatása a játékos részéről nagyobb erőkifejtést igényelt. A problémát tovább fokozta, hogy a költségek csökkentése érdekében helyben beszerzett fából készített alkotórészek a fa kiszáradása miatt folyamatosan alakultak, ezért az orgona időről időre újbóli beszabályozásra szorult. Mindehhez jött még, hogy a munkák rendre elhúzódtak, emiatt Mooser szava hiteltelenné vált.
A hibákat több esetben maga a mester is igyekezett kijavítani, Sárospatakon például saját kezével írta fel az orgonaszekrényre, hogy hány téglát kell a fúvóra helyezni a megfelelő légellátás elérése érdekében. Az egri nagyorgona kijavítására két tervezetet is benyújtott, azonban az idős, megrokkant Moosert nem bízták meg a kivitelezéssel. A mester orgonáinak egy részét - általában azzal az indokkal, hogy azok javítását a hazai orgonaépítők "felelősség, jótállás mellett nem vállalták" - elbontották és helyükbe újat állítottak. Számos orgonája megmaradt ugyan, de kisebb-nagyobb változtatásokat, sokszor teljes átépítést hajtottak rajtuk végre. Magyarországon az egyetlen, közel eredeti állapotú Mooser-orgona a sárospataki református templomban található.

## Zongorái
Mooser zongorái sokkal népszerűbbek voltak kortársai körében, mint orgonái. Korabeli vélemények szerint ezen zongorák szerkezete ugyan nem volt olyan erős, mint más mestereké, azonban kellemes külsejükkel, könnyű játékukkal és kedves hangzásukkal kitűntek azok közül. Érdekesség, hogy a világhírű dalszerző, Giacomo Meyerbeer, gasteini tartózkodásai alkalmával minden esetben Mooser-zongorán játszott.
A zongorakészítéssel Mooser akkor sem hagyott fel, amikor Magyarországra költözött. Több tanítványáról is tudunk. Egyikük Stäbel Ferenc, aki 1872 nyarán lépett ki a mester üzeméből és kezdte meg önálló zongorahangolói működését. Szintén dolgozott Mooser üzemében Kobza Ágoston, aki két évvel később, 1874 augusztusában önállósította magát. Kobza nemcsak zongorahangolással, hanem orgonaépítéssel és -javítással is foglalkozott.

## Magyarországi orgonái
| A felállítás éve | Az orgona helye                                     | Kép | Manuál/pedál, regiszterszám | Megjegyzés |
| ---------------- | --------------------------------------------------- | --- | --------------------------- | --- |
| 1854             | Fót, Szeplőtelen fogantatás r.k. templom            |     | II/P, 16                    | → Lásd: a fóti templom orgonája |
| 1856             | Esztergom, bazilika                                 |     | III/P, 49                   | → Lásd: az esztergomi bazilika orgonája |
| 1856             | Kiskunfélegyháza, r. k. Ótemplom                    |     | II/P, 28                    | Az orgonát 1774-ben Porhoniczky Mihály besztercei orgonaépítő építette, Mooser 1856-ban javította és felújította. A templomba 1961-ben Erdősi József és Gonda Nándor új orgonát épített.                             |
| 1856             | Eger, Minorita templom                              |     | II/P, 17                    | → Lásd: az egri minorita templom orgonája |
| 1857             | Szabadszállás, Református templom                   |     | I/P, 16                     | 1905-ben a Rieger-orgonaüzem átépítette. |
| 1859             | Polgár, Nagyboldogasszony-templom                   |     | II/P, 31                    | Az orgona, melynek építésében részt vett a kunsági születésű Babos Károly is, a II. világháborúban megsemmisült. A mai kétmanuálos, 22 változatú orgonát Tóth József tervei alapján Erdősi József építette 1974-ben. |
| 1860 táján       | Sajóvárkony                                         |     | II/P, 11                    | Felújítva 2016-ban. |
| 1860             | Kecskemét, Szent Miklós ferences templom            |     | II/P, 21                    | 1928-ban Angster József pneumatikus orgonává alakította, 2010-re teljes felújítást kapott. |
| 1861             | Karancs (Karanac, Horvátország), református templom |     | I/P, 10                     | Az orgona a 20. század elején felújításon esett át, ám az I. világháború idején sípjainak egy részét rekvirálták. Hosszú ideig használhatatlan állapotban volt, helyreállítására 2006-ban került sor.                |
| 1864             | Eger, bazilika                                      |     | III/P, 52                   | → Lásd: az egri bazilika orgonája |
| 1866             | Karcag, református templom                          |     | II/P, 30                    | Az eredetileg 17 regiszteres orgona Takács Péter és neje, Kerekes Mária 26 ezer forintos adományából épült meg, majd 1906-ban Soukenik János 30 regiszteresre bővítette.                                             |
| 1869             | Marosvásárhely, Keresztelő Szent János templom      |     |                             | |
| 1869             | Tiszafüred, református templom                      |     | I/P, 9                      | A kórus mellvédjén olvasható felirat szerint az orgona "Kövi Ján Ludovika Bilkei Lipcsey Imre neje" adományából épült meg.                                                                                           |
| 1869             | Pétervására, Tours-i Szent Márton Plébániatemplom   |     | II/P, 16                    | → Lásd: a pétervásárai kéttornyú templom |
| 1871             | Sárospatak, református templom                      |     | II/P, 24                    | Az egyetlen, majdnem eredeti állapotú Mooser-nagyorgona Magyarországon. |
| 1871             | Pitvaros, Boldogasszony-templom                     |     | I/P, 9                      | Az orgona Nógrádmegyer temploma részére készült. 1908-ban Angster József átépítette, a pitvarosi egyházközség 1955-ben vásárolta meg. 1958-ban a Fővárosi Művészi Kézműipari Vállalat orgonaüzeme ismét átépítette.  |
| 1875             | Gyula, Nádi Boldogasszony plébániatemplom           |     | II/P, 26                    | Az orgonát a templom felszentelésének 100. évfordulóján adták át. 1930-ban Mooser művét elbontva a Rieger orgonagyár új, kétmanuálos, 25 regiszteres orgonát épített.                                                |
| 1877             | Lőcse, Szt. Jakab templom                           |     | III/P, 32                   | 1624 és 30 között a krakkói Hans Hummel építette, akkor Magyarország legnagyobb orgonája volt. Mooser az orgonaszekrényt áthelyezte és abba egy teljesen új hangszert épített.                                       |